# Герен (Кривиц)
Герен (њем. Göhren) општина је у њемачкој савезној држави Мекленбург-Западна Померанија. Једно је од 76 општинских средишта округа Пархим. Према процјени из 2010. у општини је живјело 399 становника. Посједује регионалну шифру (AGS) 13060025.

## Географски и демографски подаци
Герен се налази у савезној држави Мекленбург-Западна Померанија у округу Пархим. Општина се налази на надморској висини од 44 метра. Површина општине износи 20,0 km². У самом мјесту је, према процјени из 2010. године, живјело 399 становника. Просјечна густина становништва износи 20 становника/km².